# Triinu Kivilaan
Triinu Kivilaan, née le 13 janvier 1989 à Viljandi (Estonie), est une chanteuse estonienne qui s’est fait connaître comme bassiste du groupe Vanilla Ninja. Elle a étudié la guitare basse, mais aussi le saxophone.

## Biographie
Elle se fait d’abord connaître comme mannequin. En 2004, elle remporte le concours Miss Model. En juillet de la même année, elle est contactée par Vanilla Ninja, qu’elle avait rencontré quelque temps auparavant, pour remplacer Maarja Kivi, en partie à cause d’une certaine ressemblance entre les deux jeunes femmes. Elle apparaît pour la première fois dans le clip de "When the Indians Cry".
Le rôle de Triinu Kivilaan dans le groupe est bien différent de celui de Maarja Kivi, qui était l’interprète principale des chansons. Triinu Kivilaan se cantonne dans son rôle de bassiste en assurant parfois l’accompagnement vocal. Elle est aussi en retrait dans les vidéos, qui font désormais la part belle à Lenna Kuurmaa et Piret Järvis. Cela ne l’empêche pas de devenir un des membres du groupe les plus populaires.
En décembre 2005, alors que Vanilla Ninja enregistre Love Is War, Triinu Kivilaan annonce qu’elle quitte le groupe. Comme toujours, ce genre de décision a fait l’objet de nombreuses spéculations de la part de ceux qui suivent la carrière de Vanilla Ninja. D’après les déclarations du groupe, il y avait des désaccords sur le style musical, des difficultés avec l’écart d’âge (elle a cinq ans de moins que les autres membres du groupe), et la volonté de Triinu Kivilaan de commencer une carrière solo.
Triinu Kivilaan travaille actuellement sur son premier album, qui devrait sortir courant 2007.

## Album Solo
- Now & Forever (2008)